# Jean-Charles Allavena
Pour les articles homonymes, voir Allavena.
 (juin 2024).
Il peut être nécessaire de l'améliorer pour respecter le principe de neutralité de point de vue. Veuillez consulter la page de discussion pour plus de détails.

Jean-Charles Allavena est administrateur de l'opéra de Monte-Carlo. Il a été un homme politique monégasque.

## Biographie
Né le 18 octobre 1960 à Monaco, Jean-Charles Allavena est ingénieur diplômé de l'École nationale supérieure des télécommunications de Bretagne. Successivement chef de section au service des travaux publics en 1987, puis directeur administratif et financier de l'Office des téléphones de Monaco (1989-1993), puis directeur général de Monaco Téléport (1993-1997), enfin consultant indépendant en télécommunication (1998-2016). Il est, depuis cette date là, administrateur de l'opéra de Monte-Carlo.
Il a été membre du Conseil national de 2013 à 2018, élu dans la coalition majoritaire à l'époque, Horizon Monaco. Il a pendant ce mandat, été président de la commission des Relations extérieures, et à ce titre président de la délégation du Conseil national auprès de l'Assemblée parlementaire du Conseil de l'Europe (dont il a été un des vice-présidents - 2013-2014, avant d'être un des vice-présidents de la commission de suivi des obligations des états - 2016-2018). Au niveau local, il a été rapporteur de la loi instituant le télétravail et de celle modifiant le suivi financier des campagnes électorales et instituant un remboursement partiel par l'État des dépenses de campagne. Il est président du parti Rassemblement et enjeux jusqu'en 2014, date à laquelle il démissionne.
Vice-président, puis président de la fédération monégasque de bridge, FMB (2010 - 2016), membre du bureau Eeécutif de la fédération européenne de bridge, EBL (2010-2014), initiateur des Jeux des Petites Fédérations, créés à Monaco en 2007, il organise avec Pierre Zimmermann, sponsor de la FMB, la Coupe Prince Albert II en 2011, puis à partir de 2012 le Cavendish, rapatrié de Las Vegas et les Winter Games en 2016 et 2018.